# کنراد بومر
کُنراد بومر (آلمانی: Konrad Boehmer؛ ۲۴ مه ۱۹۴۱ – ۴ اکتبر ۲۰۱۴) آهنگساز، نویسنده و مدرس موسیقی اهل آلمان و هلند بود.
بومر در برلین متولد شد. او که خود را عضوی از «مکتب دارمشتات» می‌دانست،[۱] آهنگسازی را در کلن نزد کارل هاینز اشتوکهاوزن و گوتفرید میشائل کوینیش آموخت. در دانشگاه کلن فلسفه، جامعه‌شناسی و موسیقی‌شناسی خواند و در سال ۱۹۶۶ مدرک پی‌اچ‌دی گرفت. سپس در آمستردام اقامت گزید و تا سال ۱۹۶۸ در مؤسسه صداشناسی دانشگاه اوترخت مشغول به کار شد. در سال ۱۹۷۲، به عنوان استاد تاریخ و تئوری موسیقی در کنسرواتوار سلطنتی لاهه منصوب شد.

## بیشتر بخوانید
- Boehmer, Konrad. 1967. Zur Theorie der offenen Form in der neuen Musik. Darmstadt: Edition Tonos. (Second edition 1988.)
- Boehmer, Konrad. 1970. Zwischen Reihe und Pop: Musik und Klassengesellschaft. J & V Musik. Vienna and Munich: Jugend und Volk.
- Boehmer, Konrad. 2009. Doppelschläge: Texte zur Musik, vol. 1: 1958–1967. Quellentexte zur Musik des 20. /21. Jahrhunderts 12.1, edited by Stefan Fricke and Christian Grün. Saarbrücken: Pfau. شابک ‎۹۷۸−۳−۸۹۷۲۷−۴۰۷−۵.
- Boehmer, Konrad. 2014. Doppelschläge: Texte zur Musik, vol. 2: 1968–1970. Quellentexte zur Musik des 20. /21. Jahrhunderts 12.2, edited by Stefan Fricke and Christian Grün. Saarbrücken: Pfau. شابک ‎۹۷۸−۳−۸۹۷۲۷−۴۶۷−۹.